# Museo didáctico del aceite de San Vicente del Raspeig

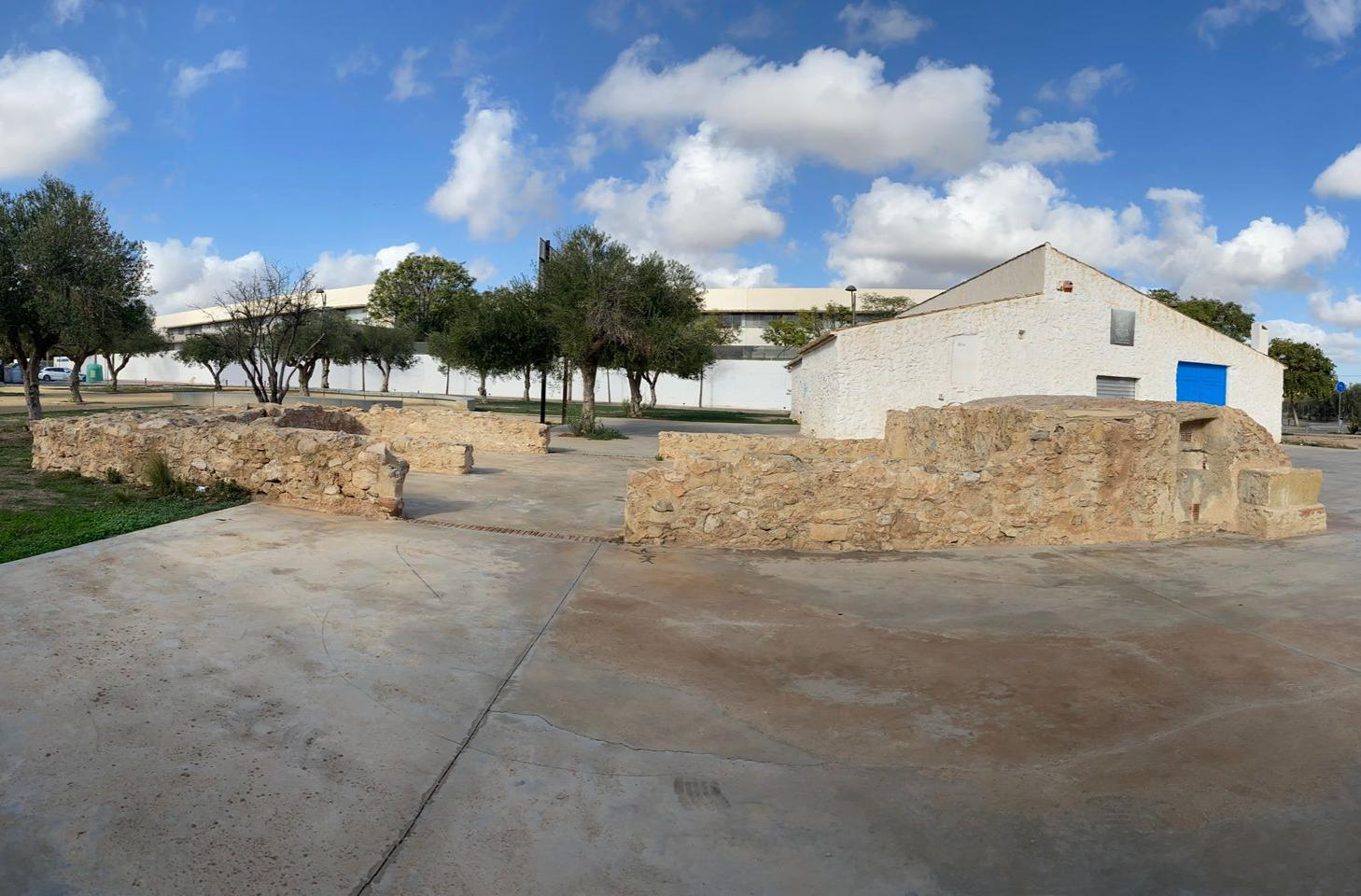
Vista lateral del museo y restos de la casa.

El Museo didáctico del aceite o "La Almazara", situada en el municipio de San Vicente del Raspeig, provincia de Alicante, concretamente en la avenida de la Libertad, era originalmente una almazara, es decir, un edificio destinado a la elaboración de aceite. Hoy en día, se ha rehabilitado para poder ser convertirlo en el primer espacio museístico de San Vicente del Raspeig, llamándose “El Museo Didáctico del Aceite”.
La Almazara está catalogada como Bien de Relevancia Local (BRL), según el catálogo de protección de la Comunidad Valenciana. Este nivel de protección implica que el edificio tiene un valor patrimonial relevante a nivel local y que su conservación debe de ser garantizada debido a su interés histórico, cultural o arquitectónico.

## Contexto histórico de San Vicente del Raspeig en elsigloXIX
San Vicente del Raspeig experimentó transformaciones durante el siglo XIX que lo llevaron a experimentar cambios socioeconómicos, políticos y culturales. San Vicente del Raspeig formaba parte de la localidad de Alicante hasta el año 1836, año en el que se independizó como municipio oficialmente. Esta desvinculación fue causada por la presión de los vecinos, quienes buscaban mayor autonomía administrativa y una gestión más directa de los asuntos locales. Durante este siglo, la población sanvicentera se desarrolló de manera moderada e impulsada por el desarrollo agrícola y el comercio local. El siglo XIX fue un periodo inestable en España que tuvo guerras civiles como las guerras carlistas en 1833 y los procesos de desamortización que afectaron también a San Vicente del Raspeig, alterando la propiedad de las tierras. Por otro lado, la vida religiosa también tuvo un papel destacado en la comunidad, como por ejemplo la Parroquia de San Vicente Ferrer. Las fiestas en honor a dicho Santo y otras celebraciones religiosas contribuyeron a fortalecer la identidad local. Como último dato sobre el contexto histórico de San Vicente del Raspeig en el siglo XIX, durante este siglo, aunque el municipio ya era principalmente un espacio rural, comenzaron a establecerse nuevas viviendas y edificios públicos que marcaron los inicios de un núcleo más consolidado.  

## Historia
La palabra almazara procede del término árabe “al-ma’sara”, que significa “lugar de prensa” aludiendo a la acción de extraer el aceite de oliva. Estas almazaras mantuvieron su función durante mucho tiempo, y con el paso del tiempo había que ir adaptándolas según la época en la que se encontraban hasta convertirse en lo que son hoy en día, uno de los principales motores en la elaboración del aceite de oliva virgen extra, para muchos el “oro líquido”. Las primeras referencias a las almazaras se remontaban a la Edad del Cobre. Los egipcios, por ejemplo, utilizaban las prensas de torsión manual. Después de la molienda de la aceituna, la pasta se metía en una especie de saco y, mediante unas varas de madera atadas a los extremos, se prensaba para extraer el aceite.
La Almazara de San Vicente del Raspeig fue originalmente fundada a principios del siglo XIX, un momento en el que la producción de aceite de oliva se encontraba en auge, este molino surgió como respuesta ante la necesidad de procesar las aceitunas cultivadas en la zona. Su construcción coincidió cronológicamente con la edificación de la iglesia de San Vicente Ferrer, otro de los edificios más emblemáticos del municipio. Esta fábrica comenzó a elaborar su aceite a principios del siglo XIX, cuando un sanvicentero llamado Isidro Lillo fundó esta instalación destinada a la producción del aceite, tradición que pudieron continuar sus dos hijos llamados Joaquín y Baltasar.La fábrica no solo servía para abastecer el mercado local, sino que también producía aceite para su comercialización con otras regiones. Su funcionamiento involucraba tanto técnicas tradicionales como maquinaria que era moderna para la época, lo que hizo que su eficiencia fuera muy buena y produjera mucha cantidad de aceite. Sin embargo, con los cambios en los sistemas de producción agrícola, la migración de las personas y la gran urbanización de San Vicente del Raspeig a lo largo del siglo XX, la Almazara perdió relevancia entre la población y dejó de ser tan importante y de tener tanto protagonismo. Fue por eso que, a mediados de la década de los años setenta de ese mismo siglo, dejó de ser una fábrica de aceite, marcando el fin de una era en la historia del municipio. Sin embargo, a pesar de que estuvo en desuso durante muchos años, la Almazara no fue demolida gracias a su valor simbólico e histórico. Con el tiempo, se planteó su recuperación como parte del patrimonio cultural de San Vicente del Raspeig y se procedió a su conservación para ser reutilizado como espacio cultural y museístico. En la actuación arquitectónica ha sido prioritario la conservación y la visualización del edificio originario de la Almazara y se ha mantenido la planta de la antigua casa que formaba parte de este conjunto y se sitúa justo al lado del museo y al aljibe que daba servicio a la misma.La arquitectura prioriza la conservación y visualización de la estructura original. 

## Instalaciones

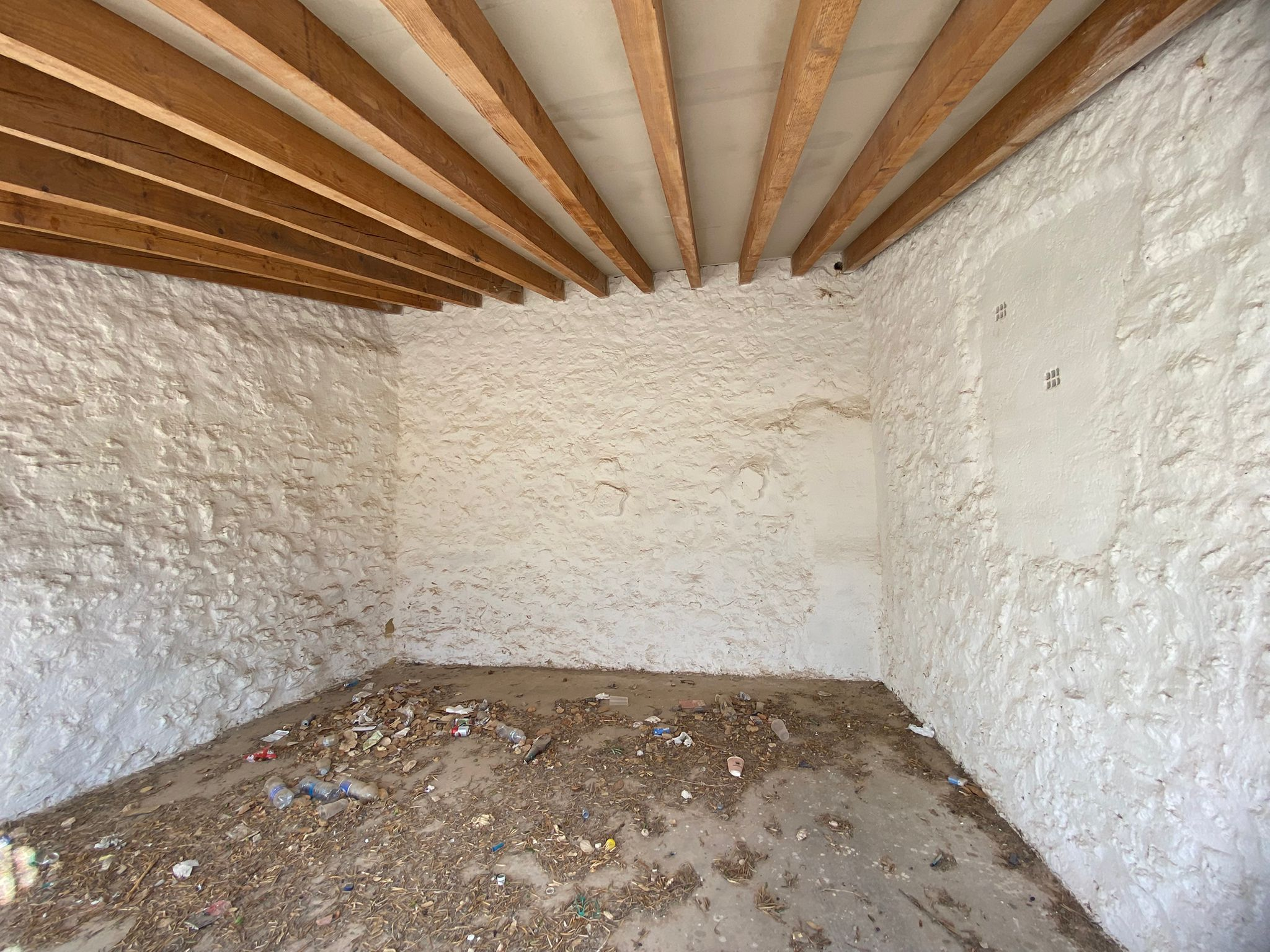
Establo de l'Almazara

Los antiguos propietarios a los que se adquirió la Almazara han colaborado con el Ayuntamiento de San Vicente del Raspeig asesorando sobre la colocación de los distintos elementos para procurar que el decorado se parezca lo más posible al original. Este proyecto en el que se musealizó la antigua fábrica de aceite incluiría paneles explicativos y soportes que ayudan a los visitantes a interpretar los elementos más importantes del complejo. Por otra parte, también se prepararon audiovisuales en los cuales se explican los procesos antiguos y modernos de la elaboración del aceite. Además, se pueden encontrar elementos curiosos como las calabazas huecas que se utilizaban para extraer el preciado líquido, calderas para calentar el agua de las prensas.Además de estos utensilios, también se han hallado unidades de medida como los quintales o aceiteras para engrasar la máquina. La fábrica también contaba con distintos espacios, como el establo donde descansaban y se alimentaban las mulas que hacían que funcionara el molino, la chimenea de leña donde se calentaba antiguamente el agua y se preparaban los almuerzos de los operativos y los clientes o el almacén, en el que se puede contemplar un bodegón con elementos utilizados en la recogida, producción y conservación del aceite.Si visualizamos su exterior, podremos observar una serie de ventanas de distintos tamaños, dos puertas, una chimenea, dos carteles que indican el nombre del museo que están algo deteriorados y el establo de las mulas que, hoy en día, se encuentra cerrado y lleno de basura.  

## Museo
El interior del museo se organiza en dos áreas principales: una dedicada a la enseñanza didáctica y otra enfocada a la exposición de objetos. En la parte didáctica se encuentra un gran panel que recoge las distintas fases del proceso de producción de aceite, desde la recogida de este hasta su envasado pasando por la limpieza y lavado de la aceituna, la molienda, el batido, el prensado y decantación, y la conservación del resultado. Esta parte del museo se completa con un espacio audiovisual en el que se han preparado distintos videos para un público adulto y juvenil, en castellano y valenciano, que permite conocer mejor este proceso. Por último, en la parte expositiva los elementos que componen esta almazara están identificados mediante carteles en castellano y valenciano en los que se explica la función que realizaban. Entre estos elementos de la parte expositiva del museo se encontraban la primera prensa de tiro animal, los quintales de prensado de los capachos y la pasta de aceituna, la prensa mecánica con la introducción del motor, la tolva para cargar la aceituna, la caldera para el agua caliente o los recipientes de decantación donde se separaba el aceite del agua.